# Mörk legeskål
Mörk legeskål (Pseudombrophila guldeniae) är en svampart som tillhör divisionen sporsäcksvampar, och som beskrevs av Svr?ek. Mörk legeskål ingår i släktet Pseudombrophila, och familjen Pyronemataceae. Arten är reproducerande i Sverige.